# Provinz Ise

Karte der japanischen Provinzen, Ise ist rot markiert

Ise (japanisch 伊勢国, Ise no kuni oder Seishū 勢州) war eine der historischen Provinzen Japans und umfasst den größten Teil der heutigen Präfektur Mie. Im Ritsuryō-System bestand sie aus 13 Kreisen und gehörte zu Tōkaidō. 

## Übersicht
Ise no Kuni wurde im Jahr 646 unter dem Kokugun-System (國郡構造) eingerichtet. Zu der Zeit umfasste die Provinz was heute Präfektur Mie ist. In alten Zeiten gehörte das meiste Land den Shintō-Schreinen, wobei der größte und bedeutendste der Ise-Schrein in Uji-Yamada war. In der späteren Heian-Zeit (704–1185) war Ise die Basis eines Zweiges des Taira-Klans. Die alte Provinzhauptstadt (kokufu) lag bei Suzuka. Das moderne Tsu war die größte Burgstadt. In der Sengoku-Zeit gab es weitere Lehen mit Burgen in Kuwana und Matsusaka. Am Ende der Muromachi-Zeit (1333–1568) kontrollierte Oda Nobunaga die Provinz.
In der Edo-Zeit (1600–1868) wurde Ise in sieben Daimyō-Domänen (hanryō) sowie Shogunatsländer (bakuryō) aufgeteilt. Nach der Meiji-Restauration wurde das Gebiet 1868/71 zu den Präfekturen Watarai und Anotsu/Mie zusammengefasst, die dann 1876 zur Präfektur Mie vereinigt wurden.
Ise grenzte an die Provinzen Iga, Kii, Mino, Ōmi, Owari, Shima und Yamato.